# Xavier Àgueda
Xavier Àgueda   (Barcelona, 1979) és un dibuixant de còmics català. El seu personatge més conegut és «El Listo».

## Biografia

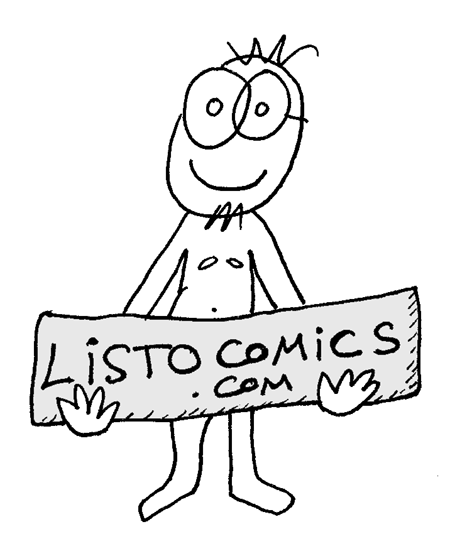
El Listo

Xavier Àgueda, va néixer a Barcelona l'any 1979. Va publicar les seves primeres vinyetes el 1999 a la revista universitària Distorsió, sota el pseudònim Tutatis i en col·laboració amb Miquel Payaró. El 2003 crea el seu personatge El Listo i comença a publicar les seves tires còmiques a Internet, en col·laboració amb el dibuixant Guille Martínez-Vela. Poc temps després, comença a col·laborar amb el dibuixant Octavi Navarro, fins al 2005, any en què comença a dibuixar els seus propis guions, fent col·laboracions esporàdiques amb altres dibuixants com ara Juanjo Escofet, Sergio Sánchez Morán o Miquel Casals.
A partir de 2005 les seves vinyetes comencen a aparèixer a publicacions impreses como ara la revista del CEESC, Monográfico, El Ajopringue, El Cubo, WEEzine, Kristal, El Mohal, Le Potage, El Escéptico, Cretino, Bipolar, El Cometa.
El 2007 comença a publicar a la revista basca TMEO.
Entre 2010 i 2011 publica també els seus acudits a la secció de Vinyetes del diari 20 minutos (versió digital), amb Eneko, Calpurnio, Andrés Palomino, Javi García, Mike Bonales, Ke-Mao i Gonzo.
El 2010 publica El gran libro de la cinefilia (ISBN 978-84-613-5290-6), un llibre en prosa que recopila articles humorístics sobre pel·lícules, i el 2011 publica El Listo (ISBN 978-84-614-7376-2), amb algunes de les millors tires aparegudes
a la revista TMEO.
Ha participat en diverses exposicions col·lectives: Especula en Acción (Antequera, 2006), Humor Gráfico por la Libertad de Prensa (Madrid, 2007), 
Salón del Humor Erótico de Cuba (Santa Clara, 2008), Diez años después del desastre de Aznalcollar (Sevilla, 2008), Hartos de Arte (Vitoria, 2009) y Maldita la gracia (Madrid, 2010)
El 2011 el Museu del Còmic de Calp li dedica una exposició retrospectiva.

## Obres
- 2010 El gran libro de la cinefilia. Editat per l'autor.[11]
- 2011 El Listo. TMEO Ezten Kultur Taldea.[12]
- 2013 Una amante complaciente. Editat per l'autor.
- 2015 Oxitocinas. TMEO Ezten Kultur Taldea. ISBN 9788460819974
- 2017 Liguepedia. Fandongamia Editorial. ISBN 9788417058135
- 2019 Cardio. Underbrain Books.